# یاسواکی یاماسامی
یاسواکی یاماسامی (انگلیسی: Yasuaki Yamasaki؛ زادهٔ ۲ اکتبر ۱۹۹۲) بازیکن بیسبال اهل ژاپن است.